# Ouled Saïd
Ouled Saïd est une commune berbérophone de la wilaya de Timimoun en Algérie.

## Géographie

### Situation
Le territoire de la commune se situe au nord de la wilaya d'Adrar. Le chef-lieu de la commune est situé à 180 km à vol d'oiseau au nord-est d'Adrar et à 243 km par la route.
|             | Ksar Kaddour |           |
| Ouled Aïssa | Ouled Saïd   | Tinerkouk |
|             | Timimoun     |           |

### Localités de la commune
En 1984, la commune d'Ouled Saïd est constituée à partir des localités suivantes :
- Ouled Saïd
- Kali
- Aghlad
- Hadj Guelmane
- Baati
- Baba Idda
- Taghiaret
- Tiliouine
- Samouta
- Tindjelet
- Oumrad
- Maamoura
- Féraoune
- Ighzer

## Santé
Les consultations spécialisées ainsi que les hospitalisations des habitants de cette commune se font dans l'un des hôpitaux de la wilaya d'Adrar:
- Hôpital Ibn Sina d'Adrar[4].
- Hôpital Mohamed Hachemi de Timimoun[5].
- Hôpital de Reggane.
- Hôpital Noureddine Sahraoui d'Aoulef[6].
- Hôpital de Bordj Badji Mokhtar[7].
- Hôpital de Zaouiet Kounta.
- Pôle hospitalier de Tililane[8].
  - Hôpital général de 240 lits[9].
  - Hôpital gériatrique de 120 lits.
  - Hôpital psychiatrique de 120 lits.
  - Centre anti-cancer de 120 lits.